# Готфрид фон Меренберг
Готфрид фон Меренберг (на немски: Gottfried von Merenberg; † сл. 1295/сл. 1306) е господар на господството Меренберг и фогт на Елзас. Повечето от рода имат името „Хартрад“.

## Произход и наследство
Той е син на господар Хартрад IV фон Глайберг-Меренберг († 14 май 1297) и съпругата му Гертруда фон Золмс († сл. 1316), дъщеря на граф Хайнрих I фон Золмс († 1260) и дъщерята на граф Райнболд фон Изенбург. Внук е на Витекинд фон Меренберг († сл. 1259), фогт на Вецлар, и Кунигунда фон Алтенбаумберг († сл. 1253). Правнук е на граф Хартрад III фон Меренберг († сл. 1233) и Елизабет фон Витгенщайн († сл. 1233/1255). Брат е на Хартрад фон Меренберг († сл. 1317) и на Гертруд фон Меренберг († пр. 1292), омъжена за Конрад фон Даун.
Със смъртта на син му Хартрад V/VI фон Меренберг през 1328 г. родът измира по мъжка линия. Чрез одобреното завещание през 1326 г. от крал Лудвиг IV Баварски дъщерите на Хартрад стават наследници на господството.

## Фамилия
Готфрид фон Меренберг се жени за Лиза († сл. 1312). Те имат децата:
- Хартрад V/VI фон Меренберг († сл. 1328), женен за Лиза фон Сайн (* ок. 1310; † сл. 1328), дъщеря на граф Йохан I фон Сайн-Хахенбург († 1324) и ландграфиня Елизабет I фон Хесен († 1293)
- Готфрид фон Меренберг († 1312/1317)
- Гертруд фон Меренберг († 1317), омъжена за Хайнрих фон Шьонекен († 1315), син на граф Герхард I фон Шьонекен († 1317) и Мехтилд фон Насау († 1319), дъщеря на граф Ото I фон Насау и Агнес фон Лайнинген.